# FedEx
FedEx Corporation (произн. Федекс корпорейшън; NYSE: FDX) е американска компания, предоставяща пощенски, куриерски и други логистични услуги по целия свят. Влиза в списъка на Fortune 500 по резултатите за 2018 г. (50-о място).
Компанията е основана през 1971 г. в Литъл Рок (Арканзас) под названието Federal Express.

## Собственици и ръководство
Основател на компанията е Фредерик Уолъс Смит, възпитаник на Йейлския университет, досегашен председател на съвета на директорите и президент.

## Дейност
Флотът от товарни самолети на FedEx, наречен FedEx Express, е един от най-големите в света и към април 2021 г. се състои от над 650 самолета (вкл. така наричания FedEx Feeder, флотът от витлови самолети на компанията). Компанията е най-големият оператор на самолетите Airbus A300, ATR 42, Cessna 208, McDonnell Douglas DC-10/ MD-10 и McDonnell Douglas MD-11
На 7 април 2015 г. FedEx се договаря за придобиване на нидерландския ѝ конкурент TNT Express за 4,4 млрд. евро, надявайки се да разшири дейността си в Европа.

### Разделения на компанията
FedEx е разделена на следните основни оперативни звена:
- FedEx Express. Експресна куриерска услуга, предоставяща въздушен превоз на пратки на следващия ден в Съединените щати и международен превоз в определени часове. FedEx Express разполага с една от най-големите флотилии от товарни самолети в света и с най-голямата флотилия от широкофюзелажни граждански самолети. [8]
- FedEx Ground. Гарантирана доставка в определени дни в Канада и САЩ на по-ниска цена от FedEx Express. Тя използва голям автопарк от камиони, собственост на независими оператори, а шофьорите са независими изпълнители, които контролират индивидуалните маршрути и територии за доставка. Преди това се е наричала Система за пакетни пътни принадлежности (RPS).[9]
- FedEx Services. Предоставя глобални услуги в областта на маркетинга, планирането и информационните технологии (ИТ) на други оперативни подразделения на FedEx.
- Центрове за печат и доставка на FedEx Office. Предоставя услуги като копиране, принтиране, достъп до интернет и доставка. Това подразделение е централното място, на което клиентите на FedEx съхраняват пратките си за изпращане. То предлага фотокопирни машини и факс апарати на самообслужване, материали за опаковане и доставка, кутии и опаковъчни услуги.

## Интересни факти
- В логото на FedEx има скрит елемент: между долната част на главната буква „E“ и малката буква „x“ празното пространство образува стрелка. По замисъла на дизайнера на логото Линдън Лидър, тази стрелка би трябвало да предизвиква на подсъзнателно ниво асоциация между названието на компанията и голямата скорост на доставка, която осигурява FedEx.[10]
- FedEx е прякор на знаменития швейцарски тенисист Роджър Федерер.